# Špišić Bukovica
Špišić Bukovica es un municipio de Croacia en el condado de Virovitica-Podravina.

## Geografía
Se encuentra a una altitud de 128 m s. n. m. a 141 km de la capital nacional, Zagreb.

## Demografía
En el censo 2011 el total de población del municipio fue de 4 221 habitantes, distribuidos en las siguientes localidades:
- Bušetina - 815
- Lozan - 440
- Novi Antunovac -  101
- Okrugljača - 272
- Rogovac - 228
- Špišić Bukovica - 1 686
- Vukosavljevica - 679

| Gráfica de población de Špišić Bukovica 1857-2011                   |
|                                                                     |
| Según los censos de población de la oficina estadística de Croacia. |